# The Beta Band (album)
The Beta Band è il primo album in studio del gruppo musicale scozzese The Beta Band, pubblicato nel 1999.

## Tracce
1. The Beta Band Rap – 4:41
2. It's Not Too Beautiful – 8:29
3. Simple Boy – 2:18
4. Round the Bend – 4:56
5. Dance O'er the Border – 5:33
6. Brokenupadingdong – 4:46
7. Number 15 – 6:49
8. Smiling – 8:35
9. The Hard One – 10:06
10. The Cow's Wrong – 5:49